# 三國志II
『三國志II』（さんごくし・ツー）は、1989年12月に日本の光栄から発売されたPC-8801mkIISR用歴史シミュレーションゲーム。
同社の『三國志シリーズ』第2作目。前作に引き続き、プレイヤーは『三国志演義』に登場する英雄（君主）の一人となり、配下の武将に対し内政、軍事、外交、計略などのコマンドを出すことにより41国に分割された古代中国全土の統一を目指すことが最終的な目的である。機種によって4人、8人、12人までマルチプレイが可能。ただし、本作でも一部の君主はプレイヤーが選択できず、COM専用となっている。前作の基本的なシステムは引き継ぎつつ、新たな工夫が施されている。本作では、グラフィック、サウンドが洗練されたほか、権謀術数の駆け引きを実現した外交コマンドの追加、各武将の役割を強調した基本システムの整理などが行われている。
開発は光栄が行い、プロデューサーはシブサワ・コウ、音楽はカシオペアに所属していた向谷実、パッケージのイラストは生賴範義が担当している。
PC-8801mkIISR版の発売後、他の日本国産パソコン各機種に移植された他、アメリカ合衆国においても『Romance of the Three Kingdoms II』のタイトルでAmigaやPC/AT互換機に移植され、1990年にはファミリーコンピュータに移植された。その他、1991年に『スーパー三國志II』のタイトルでスーパーファミコンに移植された他、同年にメガドライブ、1998年にPlayStation、1999年に『三國志 ゲームボーイ版2』のタイトルでゲームボーイカラー、2000年に『三國志II for WonderSwan』のタイトルでワンダースワンなど家庭用ゲーム機から携帯型ゲーム機に至るまで様々な機種に移植された。2004年から2005年にかけては携帯電話ゲームとして『Mobile三國志2』のタイトルで配信された。PC-9801版の復刻収録は『コーエー25周年記念パック Vol.5』、「my GAMECITY クラシックゲーム館」でのブラウザゲーム版、Steamでのダウンロード販売で行われている。
ファミリーコンピュータ版はゲーム誌『ファミコン通信』の「クロスレビュー」にてシルバー殿堂を獲得した。
なお本項では、本作の各リメイク版についても併せて記述する。

## ゲーム内容
本来の「三国志」とは、中国では元々晋の時代に陳寿が書いた歴史書であったが、これを読んだ宋の皇帝が裴松之に命じて註（ちゅう）を書かせたものが、歴史に残る名著となっていた。日本で一般的に認知されている「三国志」はこの本のことではなく、三国時代の英雄たちの説話を題材にして脚色された大衆演劇を、羅貫中がまとめた小説である『三国志演義』のことを指す。ただし、この本も現存しておらず、現在でも読める「三国志」は、清の時代に大きく整理されたものとされる。日本では、徳川時代に湖南の文山がこれを訳して葛飾北斎の画をつけた『通俗三国志』を出版して人気を得て、その後は、小説家の吉川英治、柴田錬三郎などがそれぞれの小説『三国志』を書いている。「三国志」は、漫画やアニメ、NHKテレビ人形劇にも登場し、ゲームでも光栄のほかナムコからも発売された。
光栄の『三國志』は『信長の野望』などと並ぶ、いわゆる歴史シミュレーションゲーム（歴史SLG）の人気作品であるが、歴史書の「三国志」のほうではなく、史実を元にした物語としての講談、大衆文芸、勧善懲悪、波瀾万丈の英雄伝の路線を忠実になぞった“物語SLG”と呼ぶべきものとなっている。
プレイヤーは「三国志」の登場人物に肩入れし、その欲望を実現するため本ゲームをプレイしていく。本作『三國志II』では経済・軍事をリアルに追求するよりも、物語としての面白さを再現する方向に重きを置いており、面倒なコマンドやパラメータを極力整理し、「三国志」の物語の1シーンを再現するような演出を増やすようにリファインされている。

### 前作からの変更点
戦略フェイズにおいて1国に行えるコマンドは、前作『三國志』（1985年）では1ターン（間隔はひと月）に出せる命令は原則的に1つだけであったが、本作『三國志II』では、その国にいる配下武将の数だけコマンドを出せるようになっている。これにより、武将を集めること、武将の個性を把握することがより重要になり、戦略の幅が広がった。ただし、君主や太守のみしか行えないコマンドもある（一例：君主のみ 太守や軍師の「任命」、太守は当事国での登用時の「三顧の礼」や使用頻度の高い「褒美」も含まれる）。前作にあった「鉄」「美女の数」「運勢」「玉璽」「借金」「金利」などのコマンド・パラメータは省略されて、本作における金と物の関係は米相場と商人を通じた単純なものに整理され、経済シミュレーション的な側面はより簡素化されている。
本作では陰謀渦巻く「三国志」の世界を再現するため、外交関係のコマンドが大幅に増強されている点が大きな特徴である。国と国との関係は、敵か味方かといった単純なものではなくなり、プレイヤーの君主の「信用」パラメータと、相手国の君主の「敵対」パラメータから決まってくることから、たとえ同盟を組んでいても安心することはできない。また、敵国同士の関係は、プレイヤー側から直接見ることはできないので、相手国と共同作戦で第三国を攻め込んでも友好関係が第三国より低ければ、相手国から裏切られる事態も起こりえる。計略コマンドは内容が変わり、敵国にこちらの武将を潜り込ませて戦争のときに裏切らせる「埋伏の毒」や、他国同士を戦わせるように仕向ける「二虎競食」など、「信用」パラメータにも関係するコマンドにより複雑化している。各国が外交・計略・登用（武将の引き抜き）を行うと、使者の馬ユニットがマップ上を動き回って相手国へ到達するという演出もなされ、どの君主がどの国に行っているかが判るようになり、時には自国の領土を通過する使者を捕らえたり、密書を奪うことで他国の外交戦略を知ることができる。
合戦フェイズにおいては、通常攻撃、一斉攻撃、突撃、火計などの前作からのコマンドは細かな変更を加えつつ引き継がれ、新たに一騎討ち、寝返り工作、伏兵、共同軍や援軍、ZOCの概念のシステムが設けられ、駆け引きの幅が広くなった。また、一度に出陣できる枠数は、攻撃側は5部隊・守備側は10部隊までと守備側に有利となっている。ただし前述の共同軍を用いれば他の君主が最大で5部隊を増援を派遣してくれるほか、寝返り工作や一部の計略などで攻撃側の不利を多少緩和できる。前作に比べると、水軍の指定がなくなったり、攻撃時の計略がなかったり、マップ上に兵糧を置く必要がなくなったりと、単純化されている。前作同様、国を捨てて放浪することもでき、適当な土地を見つけたら旗揚げする。
本作より後漢滅亡年のシナリオが初登場し、それに伴い鄧艾や鍾会など三国時代末期の武将も追加され武将数は352人（後述の特殊な武将を除く）と増加した。一方で、国の数は58から41へと減少している。また、パソコン (PC) 版のみ、特殊な武将として華佗、許子将、司馬徽、貂蝉が登場する。
在野武将の登場年齢が平均して引き上げられた。黄忠のように50代半ばにならないと登場しない武将もいる。
ゲーム開始時の武将選択においては、武将のパラメータは固定された「史実モード」か、ランダムな「仮想モード」の二つから選ぶことができ、前作のルーレットで決める方式から改められている。さらに、本作から新君主によるプレイも可能になり、自作のオリジナル武将を作成し中国統一を目指すことが出来るようになった。作れるのは君主、配下各1人。君主は、武将名、年齢、誕生日、性別を入力して、ボーナスポイントを知力・武力・魅力の各パラメータに振り分けると、それに見合った顔のグラフィック (CG) がでてくる。配下の追加は選択式で、追加した場合は名前・生年月日のみ決定可能だが、PlayStation (PS) 版の様に君主・配下ともに生年月日の設定自体が無い機種もある。
なお、スーパーファミコン（SFC）版のように12人のマルチプレイが出来るものの新君主の漢字が「新君主」に固定（設定不可、および平仮名での読み方のみ設定可）でありセーブ箇所が2つしか無い機種や、PS版のように1枚のメモリーカードに5箇所までセーブが出来るもののマルチプレイは4人までしか出来ない機種、一部コンシューマ用では配下が中国の有名武将（三国時代以外）のランダム決定となっているものがある（配下は追加できない機種もある）など、仕様機種によってシステムのバラつきがある。
本作は吉川英治の小説『三国志』を原典にしており、夏侯惇の読みがなが「かこうじゅん」となっている他、小説独自のキャラクターが登場する（楊平、芙蓉姫など）。また曹豹（そうひょう）の3つの主要能力値が10台（知力13、武力19、魅力15、の他にマスクデータの義理12に人徳18と10台）と群を抜いて低く、当時『光栄ゲームパラダイス』誌の投稿コーナーでは「曹豹血盟軍」と題した特集が組まれるなどカルト人気を獲得した。
画面の基本レイアウトは前作『三國志』と変わらないものの、グラフィックのタッチは同社の『信長の野望・戦国群雄伝』（1988年）や『維新の嵐』（1988年）に似た印象に変わっている（PC版）。コマンドを選ぶたびに出ていたアニメーション（OFFにすることも可）は省略されて要所のみの静止画に変わり、武将たちの顔のグラフィックは全員異なるまでにはいかないものの個性豊かに描かれている。

### 新データ
信用度
これは、外交・登用の成否や配下武将の忠誠度の増減に影響を与えたり、また商人の訪問率にも関わっているものである。上昇させる方法は「玉璽」以外には基本的に同盟国に対してであり、「同盟国から依頼された、共同作戦または救援要請に応じる」「同盟国の使者を無条件に通す」などの信義に基づいた行動を取ると（共同軍および援軍は、その戦争に敗北しても）上昇し、「同盟国に攻め込む」「戦場で同盟軍を裏切る」「（同盟・非同盟を問わず）外交の使者を捕らえる」といった信義に反する行為をとると低下する。この数値が低いほど忠誠度の下がり幅が大きくなるため、シナリオ2の呂布は開始時点で30しかない（別のシナリオも含めて他の君主は全て50スタートであるのに加え、初期設定時の魅力も極端に低く褒美による忠誠の上がり幅自体も小さい）ので、その点で不利である。ただし、選択君主の場合はプレイ次第で意図的に上げられるため途中で他のCOM君主と信用度が逆転する可能性が発生するが、COM君主の呂布の場合は後述の義理・人徳が最低であるため下がり方に より拍車が掛かる形となる。後続作品では細分化され改称もあるが、「善行（または、作品によっては「名声」等の同様値）」および「悪名」に近いデータであり、「信用度が高い＝善行が高い」「信用度が低い＝悪名が高い」こととなる。

### マスクデータ
本作より画面上では確認できない武将の性格を表したデータ「マスクデータ」が登場した。これは以後のシリーズにも継承されていった。
義理
これが低いと戦場で寝返りの計略にかかりやすくなる。君主の場合は同盟破棄を行う確率が上がる。高い君主ならば、共同および救援に応じやすくなる。最高は関羽と劉備の100だが、曹操や劉備などの英雄君主は降伏勧告には絶対に応じない（配下に出来ない）ため配下としての最高は関羽のみである。特に関羽は、劉備の配下にいる時は忠誠がどんなに低く、知力100の軍師を使い計略を仕掛けても寝返らせることは不可能（劉備の下にいる時に他の君主の配下にするには捕縛しかなく、一例として曹操の配下にいる場合は孫権でも引き抜く事が出来る）である。反対に、最低は呂布と公孫淵の10である。
人徳
魅力の根底にあるデータ。魅力が人を引き付ける能力の数値に対して、これは人から信頼される人望の厚さを示す数値である。低いといくら魅力が高くても見せかけとなる。また、高いと戦時に捕縛されても解放されやすい。この数値が低いCOM君主の場合、外交の使者を捕らえようとしやすくなり、連動して先述の「信用度」も下がりやすい。以後のシリーズでは登場しない。最高は劉備の100だが、人徳の傘である魅力も初期設定の武将の中では最高の99であるため、能力値においては三冠となっている。反対に、最低は呂布の5である。
野望
武将全般に言える好戦の度合い。君主ならば領土的野心も含まれる。高いと一騎討ちに勝手に名乗り上げる（一般配下だけでなく君主や太守である武将も対象になっており、申し込みや それに対して応じることもある）。さらにCOM君主の場合、高いと戦争を仕掛ける可能性が高くなる。また、野望が高く義理が低いと「駆虎」の計略にかかって独立君主になる確率が高くなる（「駆虎の計」に限れば、一例として、周瑜のように義理が高いが野望も高い武将も確率は低いが対象となるし、呂布のように義理が極端に低く野望が極端に高い武将は計略を使わなくても太守に任命した翌月に勝手に独立する可能性がかなり高い）。最高は曹操と馬謖の99で、次に司馬懿の98、孫策の97と続き、他にも90台の武将が多くおり呂布は90と高めではあるが必ずしも上位ではなく、董卓や孫権（共に95）よりも下である。また、領土を奪われたり客将としての立場が他の君主より長かったりと、自分の領土をなかなか持てなかった劉備も85と高めである。
相性
各武将間の相性のよさ。0-100で表されるが本作に限り両端が隣り合わない棒状のデータである。
本作では曹操を0、劉備を50、孫家（孫堅、孫策、孫権）を100とし、0と100はつながっていない。このため曹操と孫家の相性は最悪であり、劉備はどの武将とも相性が最悪でも50しか離れていないので、劉備は武将の登用や忠誠度の下がりにくさで有利である。新君主の場合は、相性は「誕生月の数字×誕生日の数字」で決まる（100を超えた場合は100・200…を引き、1 - 100の数字にする）。2月25日や5月10日、10月15日などに設定すると相性が50になり、劉備と同じ相性になる。ただし、先述の通りPS版の様に誕生日の設定自体が無い、完全未確認データの（ユーザーが確認できる方法が無い）機種もある。
寿命
何歳まで生きられるかを表したもの。寿命自体はマスクデータだが年齢はゲーム中に確認できる公開データであり、一部の有名な君主や配下武将には寿命が設定されているため寿命間近となると「凶兆」イベントが発生する。 ただし、PC版の設定にある「仮想モード」でプレイすると寿命の設定が無効になり、どの武将も60歳が目安となる。そのため、存命中に統一が困難だった孫堅・孫策の親子や、その配下の周瑜・太史慈（史実では共に短命）も長く活躍できる。

## 設定

### シナリオ
サブタイトルは機種により異なり、括弧内はファミコン・スーパーファミコン・メガドライブ・PS版のシナリオタイトル。
下記は登場する君主（選択できない君主は斜体字で表記）。
1・董卓洛陽を騒がし群星起つ（董卓の横暴） 189年
- 曹操 劉備 孫堅 袁紹 袁術 馬騰 劉焉 劉表 董卓 公孫瓚 陶謙 韓馥 孔融 王朗 劉繇

2・群雄割拠し盛んに覇を競う（曹操の雄飛） 194年
- 曹操  劉備  孫策  袁紹  袁術  馬騰  劉璋  劉表  呂布  公孫瓚  李傕 張魯 孔融 楊奉 劉繇

3・劉備荊州に潜み脾肉を嘆ず（劉備の雌伏） 201年
- 曹操  劉備  孫権  袁紹  劉璋  馬騰  劉表  張魯

4・曹操華北を制し天下を望む（諸葛亮登場） 208年
- 曹操  劉備  孫権  馬騰  劉璋  金旋 韓玄 趙範 劉度  張魯

5・天下三分し関羽荊州を守る（関羽の奮戦） 215年
- 曹操  劉備  孫権  孟獲

6・魏・呉・蜀鼎立し三國成る（三國の鼎立） 220年
- 曹丕  劉備  孫権  孟獲

### 戦利品の一覧
戦利品には以下のようなものがあり、能力を最低5〜最大18上昇させる。ただし、どの能力値も最大値の100を超える事はない（一例として、値が96の武将に与えても上昇値は4が限界である）。 また、ストック（取り置き）する事は出来ず、入手した時点で誰かに使用しなければならない。その際、君主自身に使用も可能だが 配下に与えると その時点で忠誠が必ず100になる。
1. 書物 - 「孫子の兵法書」「孟徳新書」「太平要術の書」。知力が上昇する。
2. 宝剣 - 「七星の剣」「青竜の剣」「青釭の剣」「倚天の剣」。武力が上昇する。
3. 美女 - 「芙蓉姫」「大喬」「小喬」「鄒氏」「弓腰姫」。魅力が上昇し、配下に与えると君主との相性がよくなる。
リメイク版では装飾品となり、「勾玉」「金製冠飾」「金製耳飾」の3点に変更。
4. 名馬 - 「赤兎馬」「的盧」。戦場からの退却や他国への（外交と計略）移動時に捕まらない。
5. 玉璽 - 君主の魅力と信用度が100になる。
6. 華佗の医学書（青嚢書のこと） - 病気やケガになった武将が一月で治る。

### 歴史イベント「貂蝉」
三國志シリーズでは初の歴史イベントで、一定の条件下で発生する。小説『三国志演義』での貂蝉による「連環の計」のエピソードをモチーフとしており、特殊な命令コマンド「貂蝉」を選択することでイベントが進行。コマンドを選択するたびに表示される貂蝉の肌の露出度が上がっていくが、イベントを最後まで進行すると自害するため、君主の信用度と全ての配下武将の忠誠度が30下がる。
ある程度の性的表現を含んだ内容だったためか、FC版などの家庭用機種では実装されていない。ちなみに、文字のみであるが王允も登場する。

## 他機種版
1989年ごろまでの当時パソコンのシミュレーションゲーム (SLG) は、NECのPC-9801版からリリースされるものが多いが、開発・発売元の光栄は本作をきっかけにして歴史SLGのユーザー層を底辺に広げていきたいとして、本作のオリジナルはあえてPC-8801mkIISR版（PC-88版）から発売されている。当時のパソコン用ゲームソフトの価格帯は、7、8千円台のものが中心であったが、本作PC-88版の定価は1万4800円で販売され、この価格設定は少し高いのではないかという意見も見られた。

### 一覧
| No. | タイトル                                           | 発売日                   | 対応機種                                                        | 開発元         | 発売元         | メディア                                              | 型式                                             | 備考            | Ref.                        |
| --- | -------------------------------------------------- | ------------------------ | --------------------------------------------------------------- | -------------- | -------------- | ----------------------------------------------------- | ------------------------------------------------ | --------------- | --------------------------- |
| 1   | 三國志II                                           | 1990年3月23日            | PC-9801                                                         | 光栄           | 光栄           | 5インチフロッピーディスク 3.5インチフロッピーディスク | NFKN14032 (5") NHKN15011 (3.5") NHKN15012 (3.5") |                 |                             |
| 2   | 三國志II                                           | 1990年4月14日            | MSX2                                                            | 光栄           | 光栄           | フロッピーディスク ロムカセット                       | MXKN12019 (FD) MXKN12022 (ROM)                   |                 |                             |
| 3   | 三國志II                                           | 1990年6月                | X1turbo                                                         | 光栄           | 光栄           | 5インチフロッピーディスク                             | SJKN11012                                        |                 |                             |
| 4   | 三國志II                                           | 1990年6月29日            | FM TOWNS                                                        | 光栄           | 光栄           | CD-ROM                                                | KN10011010                                       |                 |                             |
| 5   | 三國志II                                           | 1990年8月27日            | X68000                                                          | 光栄           | 光栄           | 5インチフロッピーディスク                             | KN10011020                                       |                 |                             |
| 6   | 三國志II Romance of the Three Kingdoms II          | 1990年11月2日 1991年9月  | ファミリーコンピュータ                                          | 光栄           | 光栄           | 4メガビット+128キロRAMロムカセット                    | KOE-XL NES-XL-USA                                |                 |                             |
| 7   | 三國志II                                           | 1991年3月19日            | 98NOTE                                                          | 光栄           | 光栄           | フロッピーディスク                                    | -                                                |                 |                             |
| 8   | スーパー三國志II Romance of the Three Kingdoms II  | 1991年9月15日 1992年5月  | スーパーファミコン                                              | 光栄           | 光栄           | 8メガビット+256キロRAMロムカセット                    | SHVC-XL SNS-XL-USA                               |                 |                             |
| 9   | 三國志II Romance of the Three Kingdoms II          | 1991年12月26日 1992年7月 | メガドライブ                                                    | 光栄           | 光栄           | 8メガビットロムカセット                               | T-76023 T-76016                                  |                 |                             |
| 10  | Romance of the Three Kingdoms II                   | 1991年                   | Amiga PC/AT互換機                                               | 光栄           | 光栄           | フロッピーディスク                                    | -                                                |                 |                             |
| 11  | 三國志II                                           | 1998年9月23日            | PlayStation                                                     | 光栄           | 光栄           | CD-ROM                                                | SLPS-01596                                       |                 |                             |
| 12  | 三國志 ゲームボーイ版2                             | 1999年7月30日            | ゲームボーイカラー                                              | コーエー       | コーエー       | ロムカセット                                          | DMG-AS9J-JPN                                     |                 |                             |
| 13  | 三國志II for WonderSwan                            | 2000年4月6日             | ワンダースワン                                                  | コーエー       | コーエー       | ロムカセット                                          | SWJ-KEX004                                       |                 |                             |
| 14  | コーエー定番シリーズ 三國志II                      | 2000年8月3日             | PlayStation                                                     | コーエー       | コーエー       | CD-ROM                                                | SLPM-86607                                       | 廉価版          |                             |
| 15  | コーエー定番シリーズ 三國志II                      | 2000年12月15日           | Windows 98 - XP                                                 | コーエー       | コーエー       | CD-ROM                                                | KN11-98101                                       |                 | [ 23 ]                      |
| 16  | コーエー25周年パックVol.5                          | 2003年11月28日           | Windows 98 - XP                                                 | コーエー       | コーエー       | CD-ROM                                                | -                                                | PC-9801版の移植 | [ 24 ] [ 25 ] [ 26 ] [ 27 ] |
| 17  | Mobile三國志2                                      | 2004年10月18日           | FOMA900iシリーズ FOMA703シリーズ/F702iD D800iDS専用 （iアプリ） | コーエー       | コーエー       | ダウンロード                                          | -                                                |                 | [ 28 ]                      |
| 18  | Mobile三國志2                                      | 2005年2月24日            | BREW対応機種 （EZアプリ）                                       | コーエー       | コーエー       | ダウンロード                                          | -                                                |                 | [ 29 ] [ 30 ]               |
| 19  | Mobile三國志2                                      | 2005年10月12日           | ボーダフォンライブ! （Vアプリ）                                 | コーエー       | コーエー       | ダウンロード                                          | -                                                |                 | [ 31 ]                      |
| 20  | 三國志2                                            | 2010年12月22日           | iPhone、iPod touch (iOS)                                        | コーエーテクモ | コーエーテクモ | ダウンロード                                          | -                                                |                 | [ 32 ] [ 33 ]               |
| 21  | 三國志2                                            | 2011年12月14日           | Android                                                         | コーエーテクモ | コーエーテクモ | ダウンロード                                          | -                                                |                 | [ 34 ] [ 35 ]               |
| 22  | 三國志II                                           | 2013年5月29日            | ブラウザゲーム                                                  | コーエーテクモ | コーエーテクモ | ダウンロード （クラシックゲーム館）                   | -                                                |                 | [ 36 ]                      |
| 23  | シブサワ・コウ アーカイブス 歴史三部作パック Vol.2 | INT 2017年1月25日        | Microsoft Windows 7/8.1/10                                      | コーエーテクモ | コーエーテクモ | ダウンロード (Steam)                                  | -                                                |                 | [ 37 ] [ 38 ]               |

### リメイク版
三國志 ゲームボーイ版2
1999年7月30日に発売された、コーエー（現・コーエーテクモゲームス）のゲームボーイカラー用ソフト。
「三國志II」をベースにし、ゲーム内容、武将総数、シナリオなどは同作と変更はないが、以下のような違いがある。
- 新君主でのプレイ、コマンドの「地図」「放浪」「うわさ」「軍師の助言」が削除されている。また、華佗ら特殊な武将も登場しない。
- 軍師の助言は月の初めに不定期で聞けるが、相場の急激な上昇・下落があると、君主（もしくは太守）がそれを報告するため、助言が聞けなくなる。
- 顔グラフィックは『三國志V』を使用。ただし、一部の有名・能力の高い武将以外は、固定の使い回しの顔グラフィックで登場する。
- 戦利品は、『II』リメイク版同様、「美女」が登場せず、『論語』『書経』などの四書五経に変わっている他、書物にも名称の変更が行われている。以下、オリジナル版と変更が施された点。

書物 - 「孫子の兵法書」は「そんしへいほうのしょ（孫子兵法の書）」、「孟徳新書」は「りくとう（六韜）」に変更。
美女 - 「ろんご（論語）」「もうし（孟子）」「しきょう（詩経）」「えききょう（易経）」「しゅんじゅう（春秋）」と変更。
- 婚姻に登場する「君主の娘」も登場せず、その場面では婚姻成功時のBGMが流れるだけとなっている。
- 「貂蝉」などの各種イベントは全て削除されている。
- 長期戦の廃止。つまり1か月で戦いに勝てないと強制的に敗北となる。

三國志II for WonderSwan
2000年4月6日に発売された、コーエー（現・コーエーテクモゲームス）のワンダースワン用ソフト。基本的には『三國志II』をベースにしているが、オリジナルにはなかった「武将列伝」が搭載され、携帯機であることを活かしてデータベース的使い方も可能になっている。
オリジナルとの相違点を以下に記す。
- 顔グラフィックは、『三國志V』を使用。
- 前述のように「武将列伝」のモードが搭載されている。
- 新君主プレイがない。
- コマンドの「軍師助言」「うわさ」「治療」「放浪」が削除されている。

Mobile三國志2
『三國志II』を携帯電話向けアプリゲームとしてリメイクした作品。初めはシナリオ1「董卓の横暴」のみしかプレイできず、クリアや契約月数によりシナリオが増えていく。その他、次の点が異なる。
- 新君主プレイができない。
- 戦利品の姫が登場しない。よって、武将の魅力が上げられない。
- 顔グラフィックはアプリ配信開始当時と同時期の作品『X』のものが流用されているが、一部武将の顔グラフィックがトランプの裏面のような模様になって、事実上割愛されている。
- 長期戦ができない。
- コマンドの「地図」が「戦場」に変更。
- 貂蝉のイベントがない。
- BGMが流れない（一部機種は除く）。

シナリオタイトルは以下の通り。
1. 董卓の横暴
2. 群雄割拠
3. 劉備の雌伏
4. 臥竜と鳳雛
5. 荊州争奪戦
6. 三國鼎立

三國志2（iPhone/iPod touch版）
『三國志II』をベースとしており、武将の顔は『三國志VII』（2000年）のものを流用している。操作はタッチパネルに最適化している。武将の寿命の選択が可能(史実・長寿・仮想の3種)であるほか、劉備と諸葛亮の対話形式で行われるチュートリアルや武将列伝・宝物庫(戦利品一覧)・用語集等を収めた「三國志事典」を収録。
オリジナル版との違いは以下の通り
- 全君主のプレイが可能。オリジナル版で選べなかった孔融・王朗などのプレイができる。
- 女性武将の追加（貂蝉、大喬、小喬、祝融など）。
- 戦利品の内、「七星の剣」が「七星宝剣」、「青竜の剣」が「斬蛇の剣」、「華佗の医学書」が「青嚢書」、と名称が変更。「美女」が「金耳墜」「真珠」といった装飾品に変更された。また、ランダムで能力が上がったオリジナル版と比べると、能力の上昇が固定化された。以下、変更の施されたアイテム。

1. 書物 - 「孫子の兵法書」知力+10、「孟徳新書」知力+8、「太平要術の書」知力+5。
2. 宝剣 - 「斬蛇の剣」武力+10、「青釭の剣」武力+8、「倚天の剣」武力+8、「七星宝刀」武力+5。
3. 装飾品 - 「金耳墜」魅力+10、「袵露」魅力+5、「真珠」魅力+5。

- 武将データであった「武装度」「訓練度」が削除され、代わりに「士気」が導入されている。
- コマンドの「治水」「地図」「放浪」「うわさ」「治療」「軍師の助言」が削除されている。また、他国の情報を見るのに武将を1人費やさなくてもいいようになった。
- 華佗、許子将、司馬徽ら「旅人」は登場しない。
- 長期戦が出来ない。
- シナリオは以下の3つ。

1. 董卓の横暴 189年
2. 諸葛亮登場 208年
3. 三國の鼎立 220年

## 音楽
サウンドトラック
- 三國志II H29E-20009
- 光栄オリジナルBGM集Vol.3 三國志II/維新の嵐 KECH-1001
- 光栄オリジナルBGM集Vol.5 スーパー信長の野望・武将風雲録/スーパー三國志II KECH-1023（※スーパーファミコン音源をそのまま使用）

## 評価
ファミリーコンピュータ版
日本のゲーム誌『ファミコン通信』の「クロスレビュー」では合計30点（満40点）でシルバー殿堂を獲得、『ファミリーコンピュータMagazine』の読者投票による「ゲーム通信簿」での評価は以下の通りとなっており、23.50点（満30点）となっている。
| 項目 | キャラクタ | 音楽 | 操作性 | 熱中度 | お買得度 | オリジナリティ | 総合  |
| 得点 | 4.23       | 4.03 | 3.93   | 4.34   | 3.11     | 3.86           | 23.50 |
スーパーファミコン版
ゲーム誌『ファミコン通信』の「クロスレビュー」では合計24点（満40点）、『ファミリーコンピュータMagazine』の読者投票による「ゲーム通信簿」での評価は以下の通り、22.00点（満30点）となっている。この得点は1993年時点でのスーパーファミコン全ソフトの中で、77位（323本中）である。
| 項目 | キャラクタ | 音楽 | 操作性 | 熱中度 | お買得度 | オリジナリティ | 総合  |
| 得点 | 3.97       | 3.81 | 3.63   | 4.15   | 2.91     | 3.54           | 22.00 |
メガドライブ版
ゲーム誌『ファミコン通信』の「クロスレビュー」では合計27点（満40点）、『ファミリーコンピュータMagazine』の読者投票による「ゲーム通信簿」での評価は以下の通り、21.41点（満30点）となっている。
| 項目 | キャラクタ | 音楽 | 操作性 | 熱中度 | お買得度 | オリジナリティ | 総合  |
| 得点 | 3.98       | 3.50 | 3.41   | 4.06   | 3.02     | 3.44           | 21.41 |
Amiga、PC/AT互換機版
アメリカ合衆国のゲーム誌『Computer Gaming World』では、前作よりも2世紀中国の「混乱をシミュレートする優れた仕事をしている」と評した。同誌は1993年の20世紀の戦略ゲームについての調査で5段階のうち4つの星を与えた。
PlayStation版
ゲーム誌『ファミ通』の「クロスレビュー」では合計27点（満40点）となっている。
ゲームボーイカラー版
ゲーム誌『ファミ通』の「クロスレビュー」では6、6、7、7の26点。レビュアーは携帯機向けにシステムがシェイプアップ、画面レイアウトが見やすくなっている、思考時間のストレスがないとしたが、他の国の行動中にポーズができないなどもっと仕様変更ができたのではないかとした。
ワンダースワン版
ゲーム誌『ファミ通』の「クロスレビュー」では合計22点（満40点）となっている。

## 三国志ツクール
『三國志II』をベースとしており、ツクールシリーズでもある。シナリオを自分で編集・作成できる。作成したシナリオは、他のプレイヤーに頒布が可能。
サンプルとして、「董卓洛陽を騒がし群星起つ」シナリオが附属しており、他の5つのシナリオは有料DLCとして提供される。また、コーエーテクモ作品の顔グラフィックも有料DLCとして提供された（一部はDLCシナリオ附属）。
また、サンプルシナリオや、頒布されたシナリオを遊ぶモード専用の「フリープレイ版」も無料配布された。
「ツクール」独自の特徴は以下の通り。
- 編集可能なのは、年代、オープニング、武将、君主、太守、軍師、武将、都市、戦場、アイテム、BGM。
- 開始年は1～9999年。
- 作成可能な武将数は9999人まで。
- 1シナリオにつき、登場可能な武将は999人まで、設定可能な君主数は41まで。最大41人のマルチプレイが可能であり、『三國志』シリーズ最多である。
- エンディングの編集はできない。また、コマンド名や武将の台詞の変更もできない。
- BGMは最初から用意された物だけで、追加することはできない（『三國志II』『三國志12』から用意されている）。
- 地図は中国大陸の地図のみで、変更はできない。
- コマンドの「うわさ」「治療」「婚姻」は削除されており、設定できない。また、新君主の機能も削除。
- 武将の顔は『三國志』から『三國志12』のものまで用意されており、無料DLCで『三國志13』の顔も追加できる。ただし、『三國志12』までで用意されている顔は、『三國志II』に登場した武将のみなので、本作に登場しない武将、たとえば張角の顔グラフィックは『三國志13』のものしか選べない。また、『信長の野望』の主な武将、新君主・新武将用の顔も最初から用意されている。
- 武将に限り、新しい画像を取り込むことができる。
- 全体的に編集の自由度は低い。

サンプル・DLCシナリオの、オリジナル版との違いは以下の通り
- コマンドの「うわさ」「治療」「婚姻」が削除されている。
- 新君主を設定できない（顔グラフィックも用意されていない）。
- 華佗、許子将、司馬徽ら「旅人」は登場しない（顔グラフィックは用意されている）。
- 美女は登場せず、四書五経に代わっている。
- 貂蝉のイベントがない（顔グラフィックも用意されていない）。
- 従来機種では、容量の都合で一部シナリオで間引かれていた武将が、全てのシナリオで登場するようになった。
- 多くの武将に、史実の没年準拠の寿命が設定された。これにより、全体的に『三國志II』より武将の寿命は短くなっている。